# Rayman (serie)

Logo ufficiale della serie dal 2011

Rayman è una serie di videogiochi platform ideata dallo sviluppatore Francese Michel Ancel.La serie è stata sviluppata e pubblicata dalla Ubisoft a Montpellier a partire dal 1995. Sono stati pubblicati più di 40 titoli (di cui 5 se si contano quelli principali) per varie piattaforme.
Ambientata in un mondo fatato, la saga ha per protagonista Rayman, un essere senza arti che deve salvare il mondo da vari personaggi cattivi (Mr. Dark, l'ammiraglio Razorbeard, André e il Mago). Da essa è stata tratta la serie spin-off videoludica dei Rabbids.

## Videogiochi

### Serie principale
I videogiochi della serie principale sono:
- Rayman (1995) per PS, Sega Saturn, Atari Jaguar, MS-DOS, Game Boy Advance, Game Boy Color.
- Rayman 2: The Great Escape (1999) per PS, PS2, Nintendo 64, Windows, Dreamcast, Game Boy Color, Nintendo DS, Nintendo 3DS.
- Rayman 3: Hoodlum Havoc (2003) PS2, Xbox, Windows, GameCube, Game Boy Advance, N-Gage, Digiblast, PS3, Xbox 360.
- Rayman Origins (2011) per PS3, PS Vita, Xbox 360, Wii, Windows, Nintendo 3DS.
- Rayman Legends (2013) per PS3, PS4, PS Vita, Xbox 360, Xbox One, Wii U, Windows, Nintendo Switch, Stadia.

### Spin-off

#### SerieRabbids
Oltre ai giochi elecanti e legati a Rayman, dai giochi della serie Rabbids è nato nel tempo un omonimo franchise spin-off.
- Rayman Raving Rabbids (2006) per PS2, Xbox 360, Wii, Windows, Nintendo DS e Game Boy Advance.
- Rayman Raving Rabbids 2 (2007) per Wii, Windows, Nintendo DS.
- Rayman Raving Rabbids TV Party (2007) per Wii, Nintendo DS.
- Mario + Rabbids: Rayman in the Phantom Show (2022) per Nintendo Switch.

#### Altri
- Rayman Bimbi (1999) per Windows.
- Rayman Junior (2000) per PS e Windows.
- Rayman Premiers Clics (2001) per Windows.
- Rayman Garden (2001) per Cellulare.
- Rayman Bowling (2001) per Cellulare.
- Rayman M (2001) per PS, PS2, Xbox, Windows e GameCube.
- Rayman Golf (2002) per Cellulare.
- Rayman: Hoodlums' Revenge (2005) per Game Boy Advance.
- Rayman Kart (2007) per Cellulare.
- Rayman Jungle Run (2012) per iOS e Android.
- Rayman Fiesta Run (2013) per iOS e Android.
- Rayman Adventures (2015) per iOS e Android.
- Brawlhalla[1] (2017) per PC, PS5, PS4, Xbox Serie X|S, Xbox One, Nintendo Switch, Nintendo Switch 2, iOS e Android.
- Rayman Mini (2019) per iOS.

### Cancellati
- Rayman per SNES.[2]
- Rayman 2 (platform 2D).[3]
- Rayman 4.
- Rayman Raving Rabbids / 4 (platform).

## Accoglienza
Fin dal suo debutto, Rayman è diventato un popolare personaggio dei videogiochi. Electronic Gaming Monthly lo nominò Miglior nuovo personaggio nel 1995.

## Altri media
Nel 1999, venne realizzata una miniserie animata dal titolo Rayman: The Animated Series, prodotta per incassare il successo dei videogiochi dell'epoca. Inizialmente la serie avrebbe dovuto avere 13 episodi in totale e trasmessa in tutto il mondo ma è stata poi cancellata e sono stati realizzati solamente quattro episodi, inediti in Italia.
Nel 2019, un'altra serie TV animata dal titolo Rayman & The Moldies venne annunciata da Ubisoft Film & Television per la piattaforma streaming Netflix, ma successivamente venne cancellata.
Nel 2023, Rayman è apparso anche come uno dei personaggi principali nella serie animata per adulti Captain Laserhawk: A Blood Dragon Remix.